# Костёл Сердца Иисуса (Вильнюс)
Не путать с колоссальным недостроенным костёлом, который строился с 1913 г. по проекту Антония Вивульского
Костёл Се́рдца Иису́са, более известный как Костёл визиток — бывший неприходской римско-католический храм во имя Сердца Иисуса, принадлежавший монастырю визитанток на юго-восточной окраине Старого города Вильнюса, на улице Расу (адрес Rasų g. 6). Монастырский ансамбль расположен на холме неподалёку от костёла Вознесения Господня и бывшего монастыря миссионеров и выделяется в панораме города.
Монастырский ансамбль (храм, здание монастыря и ограда с воротами) включён в Реестр культурных ценностей Литовской Республики (код 1089 ), охраняется государством как объект национального значения.

## История

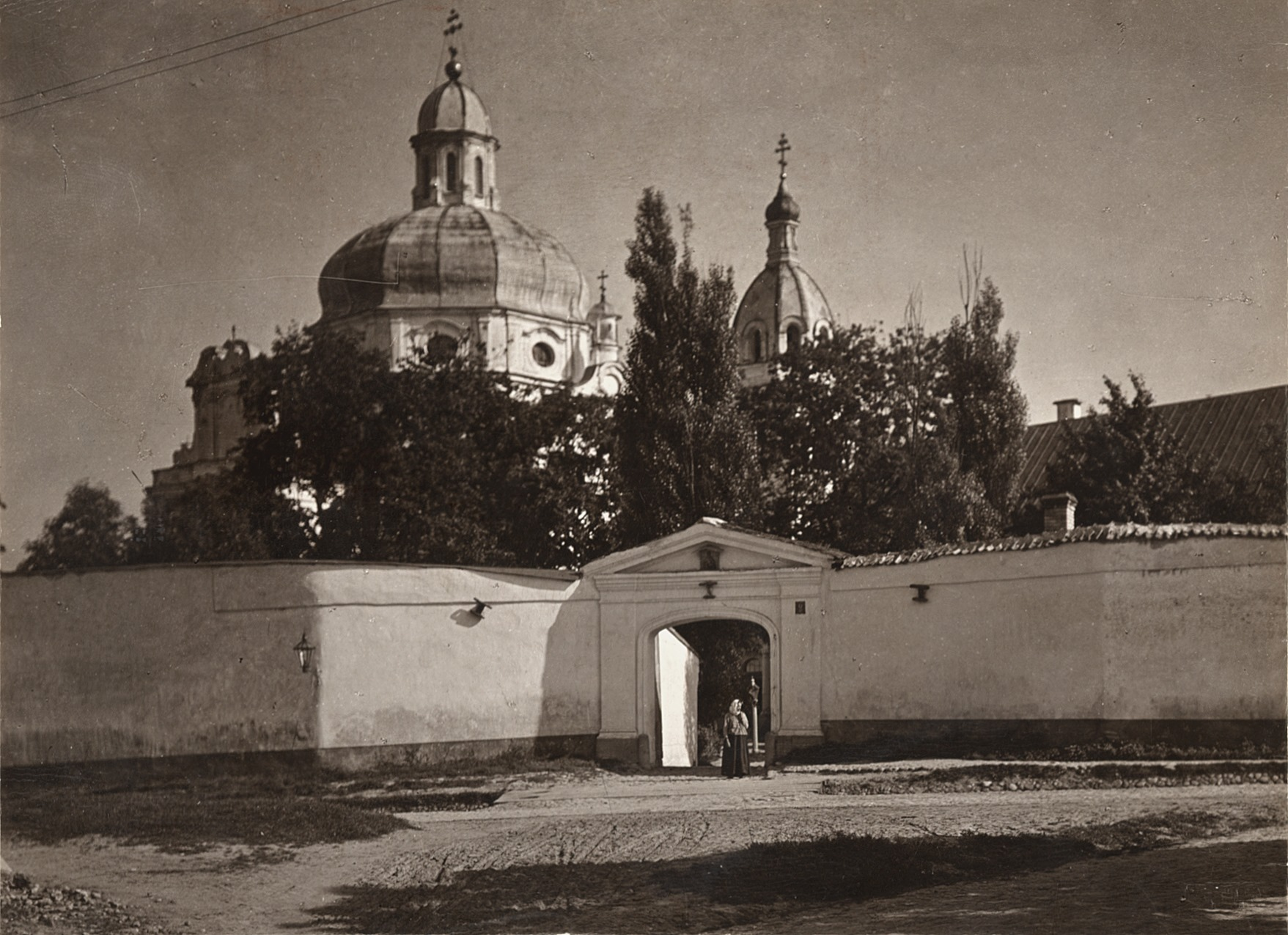
Мариинский монастырь в начале XX века

Костёл и монастырские здания на окраине тогдашнего города, за городской стеной, были построены после того, как виленский римско-католический епископ Константин Казимир Бжостовский в 1694 году пригласил в Вильно монахинь ордена визитанток. В 1717 году была выстроена временная каменная часовня, в которой совершались богослужения,  а в  1729 году началось строительство храма Сердца Иисуса. Архитектор костёла Юзеф Поля. Храм был освящён 26 августа 1756 года.
Монастырские здания возводились с 1694 года к востоку и югу от храма. Высокий каменный забор с двумя воротами построен в 1756 году и отделял монастырь от улицы; ворота проектировал архитектор и историк Теодор Нарбут. Около 1797 года монастырь расширился в южном направлении; хозяйственные постройки продолжали сооружаться ещё в начале XIX века.
Храм украшали семь алтарей с картинами известного художника XVIII века Шимона Чеховича. Монахини женского ордена посещения пресвятой Девы Марии владели двумя имениями в Виленской и Минской губерниях и значительными средствами. Они занимались воспитанием девиц в монастырском образцовом пансионате, в котором ежегодно обучалось до 40 девочек. Император Павел I учредил на собственные средства стипендии при этой школе, которые в 1798—1837 годах расходовались на содержание двенадцати девочек.
После восстания 1863 года римско-католический монастырь был упразднён в 1864 году. Монахини выехали за границу. Капиталы и значительную часть имущества им было разрешено взять с собой.

### Церковь и монастырь Святой Марии Магдалины

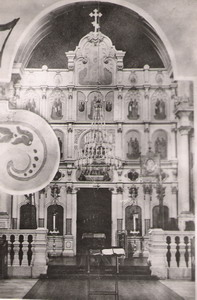
Алтарь церкви

По инициативе генерал-губернатора М. Н. Муравьёва вместо католической обители был учреждён Мариинский православный женский монастырь. Монахини были выписаны из Московской Алексеевской обители. Первой игуменьей была мать Флавиана; она умерла в 1878 году и была погребена по левой стороне монастырского храма, переоборудованного из костёла в церковь. Над её могилой была положена чёрная мраморная плита с выпуклым крестом и надписью:

Под сим камнем погребено тело игумении Флавианы, бывшей казначеи Московского Алексеевского монастыря и назначенной в 1864 г. Митрополитом Филаретом в Вильну для основания Мариинской женской обители и при ней училища. Скончалась в 1878 г. 1 Января, на 57 году жизни.

После кончины игуменьи Флавианы её место заняла мать Антония, прибывшая в Вильну по вызову Муравьёва в числе других монахинь и первоначально занимавшая должность казначеи монастыря.

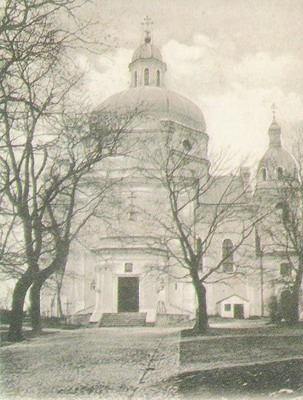
Мариинская церковь

Костёл был обращён в православную церковь во имя Святой Марии Магдалины. При этом была разобрана высокая четырёхугольная колокольня рядом с храмом, украшенная большим позолоченным бронзовым сердцем. Были переделаны детали наружного и внутреннего декора. При переоборудовании костёла в церковь был добавлен купол посредине, над прежним куполом, и две башни на западной стороне; к входу были пристроены сени.
В церкви, помимо главного, был устроен престол в приделе во имя Покрова Пресвятой Богородицы. Придельный храм был небольшим, с колокольнею. Иконостас главной церкви был в три яруса, окрашен под мрамор. Алтарь с большими коринфскими колоннами украшала копии известной картины Ф. А. Бруни «Моление о чаше».
При Мариинском монастыре действовала иконописная мастерская и школа для девочек сирот духовенства и дочерей чиновников, состоящих на службе в Северо-Западном крае. В школе при монастыре обучалось ежегодно до 40 девочек. В 1901 году школа была преобразована в епархиальное женское училище. Средства школы и монастыря составляют % от капитала местного духовенства (3585 руб.) и капитала (3991 руб. 50 к.) упразднённых в 1874 году Тороканского монастыря (в Кобринском уезде Гродненской губернии близ местечка Антополь) и Борунского монастыря (в местечке Боруны Ошмянского уезда Виленской губернии). Борунский монастырь в 1886 году был восстановлен и приписан к виленскому Свято-Духову монастырю.
В начале XX века в монастыре числилось 89 монахинь. Во время Первой мировой войны монастырь был эвакуирован в 1915 году с приближением германских войск к городу.
В 1919 году монастырь был возвращён ордену визитанток. В 1940 году были восстановлены алтари в стиле рококо. После Второй мировой войны в 1948 году в помещениях монастыря была устроена тюрьма. Изменены интерьер костела и внутренняя планировка монастыря. Около 1965 года реставрировался интерьер храма.

## Архитектура и убранство
Бывшие двухэтажные корпуса монастыря сдержанных архитектурных форм окружают два закрытых и один отчасти закрытый двор. Сохранившееся здание костёла — выдающийся памятник архитектуры позднего барокко. В плане храм - греческий крест (единственный такого типа в Литве); увенчан большим восьмиугольным куполом высотой 37 м с двухъярусным барабаном. Купол опирается на стены двухметровой толщины, четыре полукруглых арки и угловые паруса. Наверху возвышается восьмиугольный фонарь с волютами и пилястрами по углам.
Стены сложены из кирпичей и оштукатурены, купол, фонарь и крыши крыты жестью. Волнистые линии пилястров, ниш, карнизов фасадов образуют динамические, гибкие формы.
Интерьер храма значительно повреждён, но сохранился пышный пластичный декор в стиле рококо. Сохранились также фрагменты стенной росписи.
Украшавшие храмовые алтари картины Чеховича хранятся в Художественном музее Литвы.